# William A. Graham
Pour les articles homonymes, voir William Graham et Graham.
William A. Graham est un réalisateur et producteur né le 15 mai 1926 à New York et mort le 12 septembre 2013 à Malibu en Californie, d'une pneumonie.

## Filmographie

### Réalisateur
- 1952 : Omnibus (série télévisée)
- 1958 : Swiss Family Robinson (TV)
- 1961 : Le Jeune Docteur Kildare (Dr. Kildare) (série télévisée)
- 1961 : Westinghouse Presents: The Sound of the Sixties (TV)
- 1962 : Le Virginien (The Virginian) (série télévisée)
- 1966 : The Doomsday Flight (TV)
- 1967 : Three for Danger (TV)
- 1967 : L'Or des pistoleros (Waterhole #3)
- 1967 : L'Homme de fer (Ironside) (TV)
- 1968 : Le Raid suicide du sous-marin X1 (Submarine X-1)
- 1968 : Les Règles du jeu (The Name of the Game) (série télévisée)
- 1969 : Appalachian Autumn (TV)
- 1969 : Trial Run (TV)
- 1969 : Then Came Bronson (TV)
- 1969 : L'habit ne fait pas la femme (Change of Habit)
- 1970 : The Intruders (en) (TV)
- 1971 : The Last Generation
- 1971 : Congratulations, It's a Boy! (TV)
- 1971 : Thief (TV)
- 1971 : Marriage: Year One (TV)
- 1971 : Honky
- 1972 : Jigsaw (TV)
- 1972 : L'Apache (Cry for Me, Billy)
- 1972 : Magic Carpet (TV)
- 1973 : Duel en hélicoptère (Birds of Prey) (TV)
- 1973 : Mr. Inside/Mr. Outside (TV)
- 1973 : Police Story (TV)
- 1973 : Shirts/Skins (TV)
- 1974 : Get Christie Love! (en) (série télévisée)
- 1974 : Larry (TV)
- 1974 : Where the Lilies Bloom
- 1974 : Together Brothers
- 1974 : Trapped Beneath the Sea (TV)
- 1975 : Beyond the Bermuda Triangle (TV)
- 1976 : Sounder, Part 2
- 1976 : Shark Kill (TV)
- 1976 : Perilous Voyage (TV)
- 1976 : Les 21 heures de Munich  (TV)
- 1977 : Minstrel Man (TV)
- 1977 : The Amazing Howard Hughes (TV)
- 1977 : Contract on Cherry Street (TV)
- 1978 : Cindy (en) (TV)
- 1978 : One in a Million: The Ron LeFlore Story (TV)
- 1978 : And I Alone Survived (TV)
- 1979 : Transplant (TV)
- 1979 : Orphan Train (TV)
- 1980 : Guyana Tragedy: The Story of Jim Jones (TV)
- 1980 : Rage! (TV)
- 1982 : Harry Tracy, Desperado
- 1982 : Deadly Encounter (TV)
- 1983 : The Candy Lightner Story (TV)
- 1983 : Le Combat de Candy Lightner (M.A.D.D.: Mothers Against Drunk Drivers) (TV)
- 1983 : The Last Ninja (TV)
- 1983 : Le pénitencier de l'enfer (en) (Women of San Quentin)  (TV)
- 1984 : Secrets of a Married Man (en) (TV)
- 1984 : Calendrier sanglant (en) (Calendar Girl Murders) (TV)
- 1985 : Otherworld (série télévisée)
- 1985 : Mussolini: The Untold Story (feuilleton TV)
- 1986 : The Last Days of Frank and Jesse James (TV)
- 1986 : George Washington II: The Forging of a Nation (en) (TV)
- 1987 : Les Tueurs de l'autoroute (Police Story: The Freeway Killings) (TV)
- 1987 : Proud Men (TV)
- 1988 : Supercarrier (TV)
- 1988 : Street of Dreams (TV)
- 1989 : True Blue (TV)
- 1989 : Billy the Kid (en) (TV)
- 1990 : Montana (en) (TV)
- 1991 : Retour au lagon bleu (Return to the Blue Lagoon)
- 1992 : Le Lit des mensonges (en) (Bed of Lies) (TV)
- 1993 : Elvis and the Colonel: The Untold Story (TV)
- 1993 : Beyond Suspicion (TV)
- 1994 : Mortel Rendez-vous (A Friend to Die For) (TV)
- 1995 : Mensonges et Trahison (Betrayed: A Story of Three Women) (TV)
- 1995 : La Rivale (Beauty's Revenge) (TV)
- 1995 : Terror in the Shadows (TV)
- 1996 : The Man Who Captured Eichmann (TV)
- 1997 : Mort sur le Campus (Dying to Belong) (TV)
- 1997 : Trahison intime (Sleeping with the Devil) (TV)
- 1998 : X-Files : Aux frontières du réel (série télévisée, épisode Compagnons de route)
- 1999 : Liaison mortelle (en) (The Hunt for the Unicorn Killer) (TV)
- 2001 : Acceptable Risk (TV)
- 2002 : Crime de sang (Blood Crime) (TV)

### Producteur
- 1991 : Retour au lagon bleu (Return to the Blue Lagoon)